# Servaville-Salmonville
Servaville-Salmonville – miejscowość i gmina we Francji, w regionie Normandia, w departamencie Sekwana Nadmorska.
Według danych na rok 1990 gminę zamieszkiwało 647 osób, a gęstość zaludnienia wynosiła 82 osoby/km² (wśród 1421 gmin Górnej Normandii Servaville-Salmonville plasuje się na 366. miejscu pod względem liczby ludności, natomiast pod względem powierzchni na miejscu 474.).